# الاتصالات البصرية في الفضاء الحر

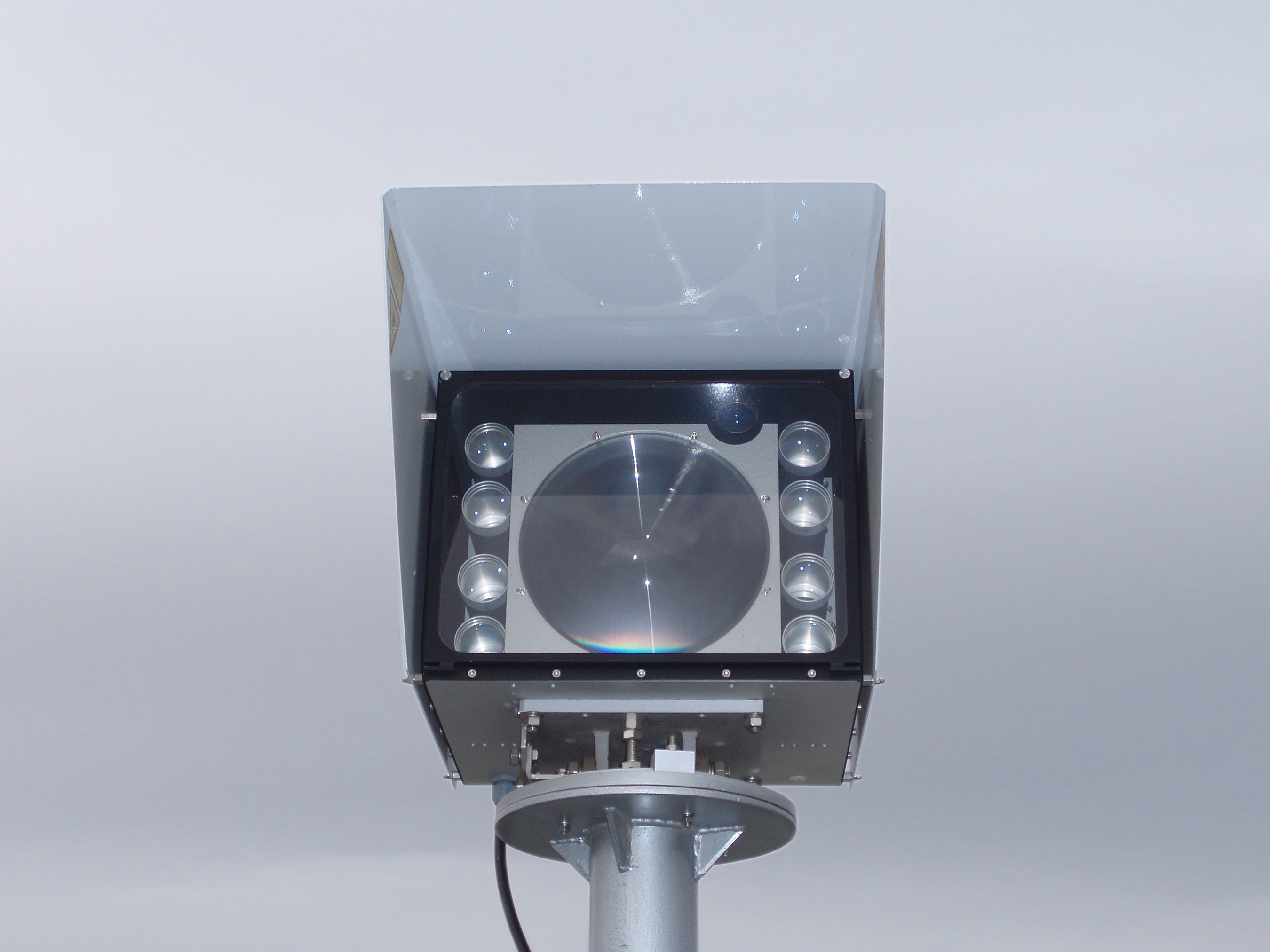

الاتصالات البصرية في الفضاء الحر (إف إس أو FSO) هي تقنية اتصالات بصرية تستخدم انتشار الضوء في الفضاء الحر لنقل البيانات لاسلكيًا للاتصالات أو لشبكات الكمبيوتر. »الفضاء الحر« يعني الهواء أو الفضاء الخارجي أو الفراغ أو شيئًا مشابهًا. هذا مغاير لاستخدام المواد الصلبة مثل كابل الألياف الضوئية.
هذه التكنولوجيا مفيدة عندما تكون الاتصالات الفيزيائية غير عملية بسبب ارتفاع التكاليف أو اعتبارات أخرى.

## التاريخ
الاتصالات البصرية، في أشكالها مختلفة، استخدمت لآلاف السنين. استخدم اليونانيون القدماء نظامًا أبجديًا مشفرًا للإشارة باستخدام المشاعل التي طورها كليوكسينوس وديموكليتوس وبوليبيوس. في العصر الحديث، طُورت أعمدة الإشارات والتلغراف الشمسي اللاسلكي الذي يسمى الهيلوغراف، باستخدام إشارات مشفرة للتواصل مع مستقبليها.
في عام 1880، أنشأ ألكسندر غراهام بيل ومساعده تشارلز سومنر تاينتر التلفون الضوئي في «مختبر فولتا» الذي أنشأه بيل حديثًا في العاصمة واشنطن. اعتبره بيل اختراعه الأكثر أهمية. يسمح الجهاز بنقل الصوت عبر حزمة من الضوء. في 3 يونيو عام 1880، أجرى بيل أول إرسال هاتفي لاسلكي في العالم بين مبنيين، على بعد نحو 213 متر (700 قدم). جاء أول استخدام عملي له في أنظمة الاتصالات العسكرية بعد عدة عقود، لأول مرة للإبراق البصري. استخدمت القوات الاستعمارية الألمانية مرسلات الإبراق الهيلوغرافي أثناء التطهير العرقي في ناميبيا ابتداء من عام 1904، في جنوب غرب إفريقيا الألماني (ناميبيا الحالية) كما فعلت الإشارات البريطانية أو الفرنسية أو الأمريكية أو العثمانية.
أثناء حرب الخنادق خلال الحرب العالمية الأولى عندما كانت تٌقطع الاتصالات السلكية في كثير من الأحيان، استخدمت الإشارات الألمانية ثلاثة أنواع من أجهزة إرسال مورس البصرية تسمى «بلينك غيريت»، النوع المتوسط لمسافات تصل إلى 4 كم (2.5 ميل) في وضح النهار، وما يصل إلى 8 كم (5 أميال) في الليل، وذلك باستخدام المرشحات الحمراء للاتصالات غير القابلة للكشف. اختُبرت الاتصالات الهاتفية البصرية في نهاية الحرب، ولكن لم تُدخل على مستوى القوات. بالإضافة إلى ذلك، استخدمت «بلينك غيريت» المميزة للتواصل مع الطائرات والمناطيد والدبابات، مع نجاح متفاوت.
كانت الخطوة التكنولوجية الرئيسية هي استبدال شفرة مورس عن طريق تعديل الموجات البصرية لنقل الكلام. طورت شركة كارل زايس إيه جي في جينا «ليشت شبريخ غيريت 80/80» (جهاز للتحدث البصري) الذي استخدمه الجيش الألماني في وحدات الدفاع المضادة للطائرات في الحرب العالمية الثانية، أو في المخابئ عند الجدار الأطلسي.
أحدثَ اختراع الليزر في الستينيات ثورة في بصريات الفضاء الحر. كانت المنظمات العسكرية مهتمة بشكل خاص وعززت تطويرها. مع ذلك، فقدت التكنولوجيا زخم السوق عندما كان تركيب شبكات الألياف الضوئية للاستخدامات المدنية في ذروته.
تستخدم العديد من أدوات التحكم عن بعد البسيطة والرخيصة الموجهة للمستهلكين اتصالًا منخفض السرعة باستخدام ضوء الأشعة تحت الحمراء؛ وهو ما يعرف باسم تقنيات الأشعة تحت الحمراء الموجهة للمستهلك.

## الاستخدامات والتقنيات
يمكن تنفيذ الوصلات الضوئية من نقطة إلى نقطة في الفضاء الحر باستخدام ضوء الليزر بالأشعة تحت الحمراء، على الرغم من إمكانية الاتصال بمعدل بيانات منخفض عبر مسافات قصيرة باستخدام الثنائيات الباعثة للضوء «ليدز». تعد تقنية جمعية إرسال البيانات باستخدام الأشعة تحت الحمراء (إردا IrDA) شكلًا بسيطًا جدًا من الاتصالات البصرية في الفضاء الحر. من جهة الاتصالات، تعتبر تقنية «إف إس أو» جزءًا من تطبيقات الاتصالات اللاسلكية البصرية. يمكن استخدام بصريات الفضاء الحر للاتصالات بين المركبات الفضائية.

### المنتجات التجارية
- في عام 2008، قدمت شركة اتصالات «إم آر ڤي» نظامًا يعتمد على البصريات في الفضاء الحر «إف إس أو» بمعدل نقل بيانات يبلغ 10 غيغابت في الثانية مدعية في البداية مسافة 2 كيلومتر مع إتاحة عالية. هذا الجهاز لم يعد متوفرًا؛ قبل نهاية العمر الافتراضي، خُفضت المسافة المفيدة للمنتج إلى 350 متر.[6]
- في عام 2013، بدأت شركة «موستكوم» في إنتاج نظام اتصالات لاسلكي جديد بشكل متسلسل، وكان معدل بياناته أيضًا يصل إلى 10 غيغابت في الثانية، بالإضافة إلى مجال محسن يصل إلى 2.5 كيلومتر، ولكن للحصول على فترة تشغيل تصل إلى 99.99 بالمئة استخدم المصممون حلًّا هجينًا للترددات اللاسلكية، ما يعني أن معدل البيانات ينخفض إلى مستويات منخفضة للغاية أثناء الاضطرابات الجوية (عادة ما يصل إلى 10 ميغابت في الثانية). في أبريل 2014، عرضت الشركة مع المركز العلمي والتكنولوجي «فيرود» سرعة نقل 30 غيغابت في الثانية تحت «ظروف المختبر».[7]
- تقدم «لايت بوينتي» العديد من الحلول الهجينة المماثلة لما تعرضه «موستكوم».[8]

### المسافة المفيدة
لطالما كانت موثوقية وحدات «إف إس أو» مشكلة في الاتصالات التجارية. بشكل مستمر، وجدت الدراسات عددًا كبيرًا من الحزم المسقطة وأخطاء الإشارات خلال النطاقات الصغيرة (400 إلى 500 متر). هذه النتائج صدرت من الدراسات المستقلة، كما هو الحال في جمهورية التشيك، ومن الدراسات الرسمية الداخلية أيضًا على مستوى البلاد، مثل تلك التي أجراها فريق «إم آر في» المختص ب «إف إس أو». أنتجت الدراسات القائمة على أساس عسكري تقديرات أطول للموثوقية، متوقعة أن يصل المدى الأقصى للوصلات البرية من 2 إلى 3 كم (1.2 إلى 1.9 ميل). تتفق جميع الدراسات على أن استقرار ونوعية الوصلة يعتمد بشكل كبير على العوامل الجوية مثل المطر والضباب والغبار والحرارة. يمكن استخدام المرحلات لتوسيع نطاق اتصالات «إف إس أو».

### تمديد المسافة المفيدة
السبب الرئيسي وراء اقتصار الاتصالات البرية على وظائف الاتصالات غير التجارية هو الضباب. يبقي الضباب باستمرار وصلات ليزر «إف إس أو» التي يزيد طولها عن 500 متر من تحقيق معدل خطأ بت على مدار السنة يبلغ 1 لكل 100,000. تحاول العديد من الكيانات باستمرار التغلب على هذه العيوب الرئيسية لاتصالات «إف إس أو» وإدخال نظام يتمتع بجودة خدمة أفضل. مولت «دابرا» أكثر من 130 مليون دولار أمريكي في مجال البحوث لتحقيق هذا الجهد، مع برامج «أوركا» و«أوركلي».
تقوم مجموعات غير حكومية أخرى بإجراء اختبارات لتقييم التقنيات المختلفة التي يزعم البعض أن لديها القدرة على مواجهة التحديات الرئيسية لاعتماد «إف إس أو». حتى أكتوبر 2014، لم يقم أي منهم بإنشاء نظام عمل يعالج الأحداث الجوية الأكثر شيوعًا.
بلغ إجمالي البحوث التي أجرتها «إف إس أو» من 1998 إلى 2006 في القطاع الخاص 407.1 مليون دولار، مقسمة بشكل أساسي بين أربع شركات ناشئة. أخفق الأربعة في تقديم منتجات تلبي معايير جودة الاتصالات والمسافة:
- تلقت «تيرابيم» نحو 575 مليون دولار على شكل تمويل من مستثمرين مثل «سوفت بانك» و«موبيس فينتشر كابيتال» و«أوكاهيل فينتشر بارتنرز». أيدت «إيه تي آند تي» و«لوسنت» هذه المحاولة. فشل العمل في نهاية المطاف، وتم شراء الشركة في عام 2004 مقابل 52 مليون دولار (باستثناء مذكرات وخيارات) من قبل «فولز تشرش» و«واي دي آي» ومقرها فرجينيا، اعتبارا من 22 يونيو 2004، واستخدمت اسم «تيرابيم» للكيان الجديد. في 4 سبتمبر 2007، أعلنت شركة «تيرابيم» (التي كان مقرها في سان خوسيه، كاليفورنيا) أنها ستغير اسمها إلى شركة «بروكسيم» للاسلكيات، وتغيير رمز أسهمها في بورصة ناسداك من «تي آر بي إم» إلى «بي آر إكس إم».